# Microcythere helgolandica
Microcythere helgolandica is een mosselkreeftjessoort uit de familie van de Microcytheridae. De wetenschappelijke naam van de soort is voor het eerst geldig gepubliceerd in 1936 door Klie.